# バードストライク

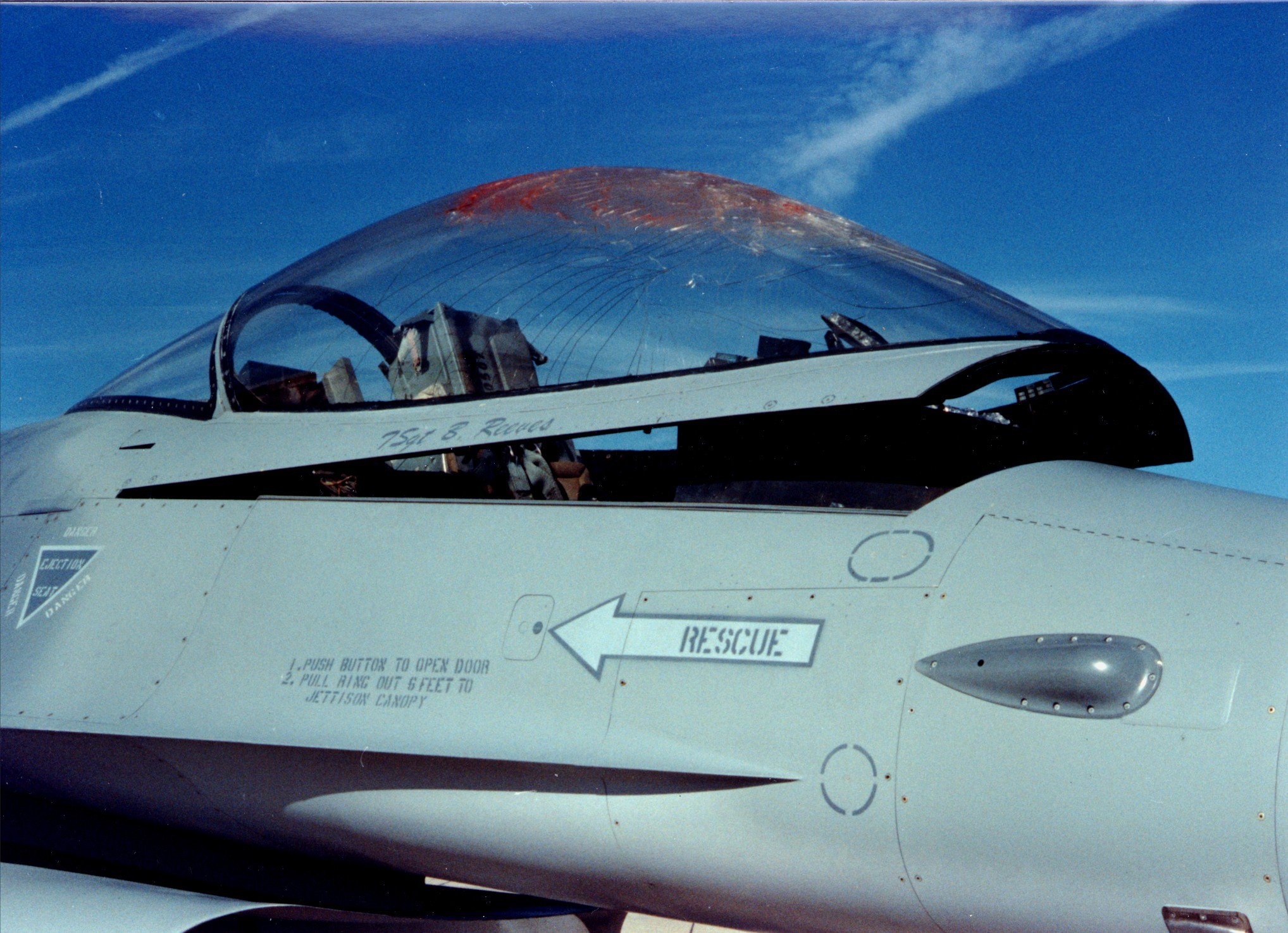
バードストライクで破損したF-16の風防。

バードストライク（英語: bird strike）とは、鳥類が人工構造物に衝突する事故をいう。鳥衝突ともいう。哺乳類であるコウモリの衝突はバットストライク（英語: bat strike）という。
特に航空機と衝突する事例を指すことが多い。このほか、鉄道や自動車といった乗り物、風力発電の風力原動機、送電線や送電鉄塔、ビル、灯台などにおいても起きている。高速移動中の人工構造物への衝突の場合は小鳥程度の大きさであっても非常に衝撃が大きく、重大事故に発展する可能性もある。

## 航空機
航空機におけるバードストライクは離陸動作中（滑走、離陸直後）もしくは着陸動作中の速度が比較的遅く、高度が低い時に起こりやすい。この時間帯は特に危険な「クリティカル・イレブンミニッツ」（離陸動作中3分、着陸動作中8分の計11分、「魔の11分」とも）と呼ばれる。
日本国内における航空機のバードストライクは、2006年度は1,233件の報告があった。内訳としては羽田空港では118件、神戸空港では94件などである。羽田は国際化やLCCの導入などにより、2014年には約200件に増えた。海上空港では海鳥によるバードストライクが発生しやすく、例えば中部国際空港では、2007年に1万羽近いウミネコが集まったために滑走路が使用不能になったことがある。国土交通省は、定期的にバードストライクに関する検討委員会を開催し、「問題鳥種」の指摘などを行っている。
アメリカ連邦航空局によると、2021年にアメリカ国内で野生動物と航空機の衝突した件数は14,368件にのぼっており大半が鳥と見られている。

### 防止対策
バードストライクによるエンジンの損傷や事故機が空港へ引き返すことで発生した損失は、国内だけで年間数億円とされ、航空会社や空港はさまざまな対策を講じている。空港によってはバードストライク対策専門の「バードパトロール」が車で巡回し、散弾銃の空砲や爆竹の音により定期的に鳥を追い払ったり、車に搭載したスピーカーから鳥の苦しむ鳴き声（ディストレス・コール）を流す、訓練された犬を使い、航空機とは正反対の方向に鳥を追い立てるといった予防策も行われている。しかし、バードストライクを未然に防ぐ有効策はないのが現状である。特に日本では銃砲刀剣類所持等取締法（銃刀法）により実銃の規制が厳しいため、より手軽な遊戯銃や紙火薬を用いたり、録音した銃声で追い払うなどが中心となるケースが多い。全日本空輸では1985年からエンジンに目玉マークを書いて鳥が近寄るのを防ごうと試みたことがあるが、効果が上がらなかったために中止された。高知空港、高松空港、松山空港ではハヤブサを放して空港周辺から鳥を追い払う試験が行われたことがあるが、これも効果が上がらなかったため、実用化には至っていない。
国土交通省航空局では「鳥衝突防止対策検討会」を立ち上げ、バードストライクの対策に取り組んでいる。その一環として、日本で発生したバードストライクの情報の共有を目的とし、『鳥衝突報告要領（平成21年7月14日制定、国空用第91号）』に基づくバードストライクまたは鳥とのニアミスがあった場合に報告するための「鳥衝突情報共有サイト」が国土交通省航空局安全部安全企画課空港安全室によって公開されている。
日本電気では、バードストライクの危険性を軽減するための装置群「鳥位置検出ソリューション」を開発しており、東京国際空港で採用されている。ただし、この装置については2015年に「システムの検知機能や利用体制の不備」により見込んだ効果が上がっていないと報じられた。
メーカー側の対策として、ジェットエンジンのメーカーは、エンジン開発の際に鳥を吸い込ませて、耐久テストを行なっている場合もある。また、かつてはファンブレードに燃費を考慮して軽量な複合材料の採用もあったが、金属材に比べて耐衝撃性に劣るため、近年は重量が増加するのを承知で前縁部をチタンで覆って補強する設計が増えている。例としてロールス・ロイスがRB211エンジンの開発時に、複合材製ファンブレード（商品名ハイフィル）を採用したものの、バードストライク試験を通過できず、改良のための費用がかさんだことで資金繰りが悪化、倒産して国営化された。この教訓を踏まえ、後に開発されたトレントでは、チタン製の中空ファンブレードを採用した。
航空機メーカーではチキン・ガンを使って強度試験を行っている。
機首のウィンドシールド（風防）が多層構造になっているのも、バードストライク対策が理由の1つである。たとえばボーイング747のウィンドシールドは5層構造であるが、これはガラス層の間に樹脂層が挟まれている「合わせガラス」となっており、衝突時の衝撃を吸収できるようになっている。被害の程度はウィンドシールドの形状にも影響され、リアジェット機のように強く傾斜している場合は衝突した鳥が突き刺さらず、潰れながら後方に弾かれるなど、避弾経始のように作用することが判明している。
ある日本の企業が動物に対して超音波を発する装置により忌避させる技術を開発し、それがバードストライクの予防・防止に役立つ可能性があり、注目されている。

## 航空事故
- 1960年10月4日、イースタン航空375便墜落事故（英語版） - ローガン国際空港を離陸した直後だったイースタン航空375便（ロッキード L-188）がムクドリの群れと衝突し墜落した。乗員乗客72人中62人が死亡。
- 1975年11月12日、オーバーシーズ・ナショナル・エアウェイズ032便大破事故 - ジョン・F・ケネディ国際空港から離陸しようとしていたオーバーシーズ・ナショナル・エアウェイズ032便（マクドネル・ダグラス DC-10-30CF）がカモメの群れに衝突した。パイロットは離陸中止を試みたが、機体は滑走路を逸脱し炎上した。乗員乗客139人に死者は無かった。
- 1988年9月15日、エチオピア航空604便不時着事故 - バハルダール空港（英語版）を離陸した直後のエチオピア航空604便（ボーイング737-260）がハトの群れに衝突し、両エンジンが停止した。パイロットは付近の空き地に機体を不時着させたが、乗員乗客104人中31-35人が死亡した。
- 1995年9月22日、1995年アメリカ空軍E-3セントリー墜落事故（英語版） - エルメンドルフ空軍基地から離陸した直後のアメリカ空軍機（ボーイング E-3）がガチョウの群れと衝突し、左翼側のエンジン2基が停止した。そのため、機体は操縦不能となり墜落した。乗員24人全員が死亡した。
- 2004年11月28日、KLMオランダ航空1673便 - アムステルダム・スキポール空港を離陸した直後のKLMオランダ航空1673便（ボーイング737-406）が鳥と衝突した。異常が見られなかったため、パイロットは目的地のバルセロナ＝エル・プラット空港まで飛行したが、着陸時に滑走路を逸脱した。バードストライクにより、前輪機構の一部が破損したためと推定されている。乗員乗客146人に死者は無かった[17]。
- 2008年11月10日、ライアンエアー4102便事故（英語版） - フランクフルト・ハーン空港へ着陸しようとしていたライアンエアー4102便（ボーイング737-8AS）がムクドリと衝突し、両エンジンが停止した。機体は、ハードランディングしたが、乗員乗客172人に死者は無かった。
- 2009年1月15日、USエアウェイズ1549便不時着水事故 - ラガーディア空港を離陸した直後のUSエアウェイズ1549便（エアバスA320-214）がカナダガンの群れと衝突し、両エンジンが停止した。パイロットはハドソン川へ機体を不時着水させ、乗員乗客155人に死者は無かった。
- 2019年8月15日、ウラル航空178便不時着事故 - ジュコーフスキー空港を離陸した直後のウラル航空178便（エアバス A321-211）がカモメの群れに衝突し、両エンジンが停止した。パイロットは付近のトウモロコシ畑に機体を不時着させ、乗員乗客233人に死者は無かった。
- 2024年12月29日、チェジュ航空2216便事故 -スワンナプーム空港発のチェジュ航空2216便（ボーイング737-800）が務安国際空港の着陸時にフェンス外壁に衝突し、爆発炎上した。詳しい状況は現在調査中だが、乗員乗客181人中179人が死亡、原因はバードストライクと推定されている[18]。

## 航空機以外の乗り物

### 鉄道
高速鉄道にて起きるケースが多い。特に車両の高速化が進む新幹線においては、かなりの頻度でバードストライクが発生していると見られ、フロントガラスに当たらなければ走行に大きな支障は無いとみなされるためか、報告は少ない。1965年5月7日、鳥取県での全国植樹祭に行幸中の昭和天皇は、新大阪まで新幹線に乗車した。途中、国鉄幹部の解説を受けながら運転席で展望を楽しんだが、この時「避け得ずに 運転台にあたりたる 雀のあとのまどにのこれり」と御製を詠んでいる。
また、在来線でも発生することがある。2014年3月28日、JR武蔵野線東川口 - 南越谷間を走行中の東所沢発西船橋行き下り列車にカラスが衝突し、フロントガラスが破損した。

### 自動車
自動車のバードストライクは道路上に横たわるタヌキなどの死骸に集まるカラス、トビなどにより引き起こされる。大型の鳥であるために動きが遅く、車との接触事故を起こす。また、スズメなどの小鳥によっても起きることがある。
上半身をむき出しにして走行するフォーミュラカーやオートバイでは重大事故に直結する場合があり、F1では1960年ベルギーグランプリでアラン・ステイシーが顔面に鳥が衝突したことにより事故死している。

## 建造物

### 灯台
灯台のバードストライクは、主に渡り鳥により引き起こされる。灯台の明かりを太陽と勘違いし、ぶつかるのではといわれている。

### 窓ガラス
窓ガラスに野鳥が衝突することによって起きる。全体がガラス張りで鏡のようなビルが増加したことで、これに写った背景と本物の空との区別が付きにくくなり、鳥がビルの存在に気付かず衝突したり、反射する太陽に反応して衝突する事故が増えていると見られている。
一軒家であっても、森林に面しているなど鳥の生息圏に接していると衝突が起こりやすい。
運動物との衝突と異なり、速度が無いため鳥が即死することは少なく、大半の場合はそのまま飛び去っていくか、脳震盪によりしばらく気絶したのちに回復して飛び去っていく。しかし、倒れている間に外敵に捕食されたり、倒れたまま、あるいは飛び去ったのちに脳出血や骨折による衰弱死などに繋がる場合もある。
福岡県太宰府市の九州国立博物館では、建物が全面ガラス張りで空や隣接する森林が反射するため、野鳥が衝突する事故が起きている。対策として、ミミズクの人形の配置や猛禽類の鳴き声、夜間に野生動物の目を模したライトアップを行っている。

### 鉄塔
鳥が鉄塔や送電線に衝突するのは、鳥が飛行時に進行方向正面よりも横方向すなわち下方や側方を見ていることが多いためとされる。

### 風力発電施設
風力発電施設のバードストライクは、国内ではトビ、オジロワシやその他の猛禽類、カモメ類、カモ類、カラス類などで衝突死が報告されている。風力発電の先進国であるデンマーク、オランダ、イギリス、アメリカなどから、より長期にわたる詳細かつ定量的な調査報告がなされている。
猛禽類や渡り鳥の衝突事故が懸念され、また施設が希少種の生息域やその近くとなることも心配される。クリーンなエネルギー源として風力発電施設の設置が推進されている一方、以前、風力発電事業は環境影響評価法の対象ではなく、環境影響評価に関するガイドラインも整備されていなかった。このような状況に対して野鳥保護の観点から、日本野鳥の会は環境省に対して意見・要望を表明した。その概略は野鳥への影響がありそうな立地を避けること、風力発電の野鳥の生態に対する影響を調査研究すること、さらに事前の環境影響評価と事後の調査を事業者に義務つけることなどであり、特に国立公園・国定公園内の設置には、慎重な姿勢を表明した。その後、2010年の中央環境審議会の答申を受けて2011年に環境影響評価法が改正され、現在はガイドライン等の整備が行われている。
なお、移動性野生動物種の保全に関する条約（通称：ボン条約）の第7回締結国会議では風力発電建設に関する決議が採択され、特に大規模海上風力発電の渡り鳥、海鳥に対する影響に考慮することを求めている（⇒風力発電#生態系への影響）。

## ギャラリー

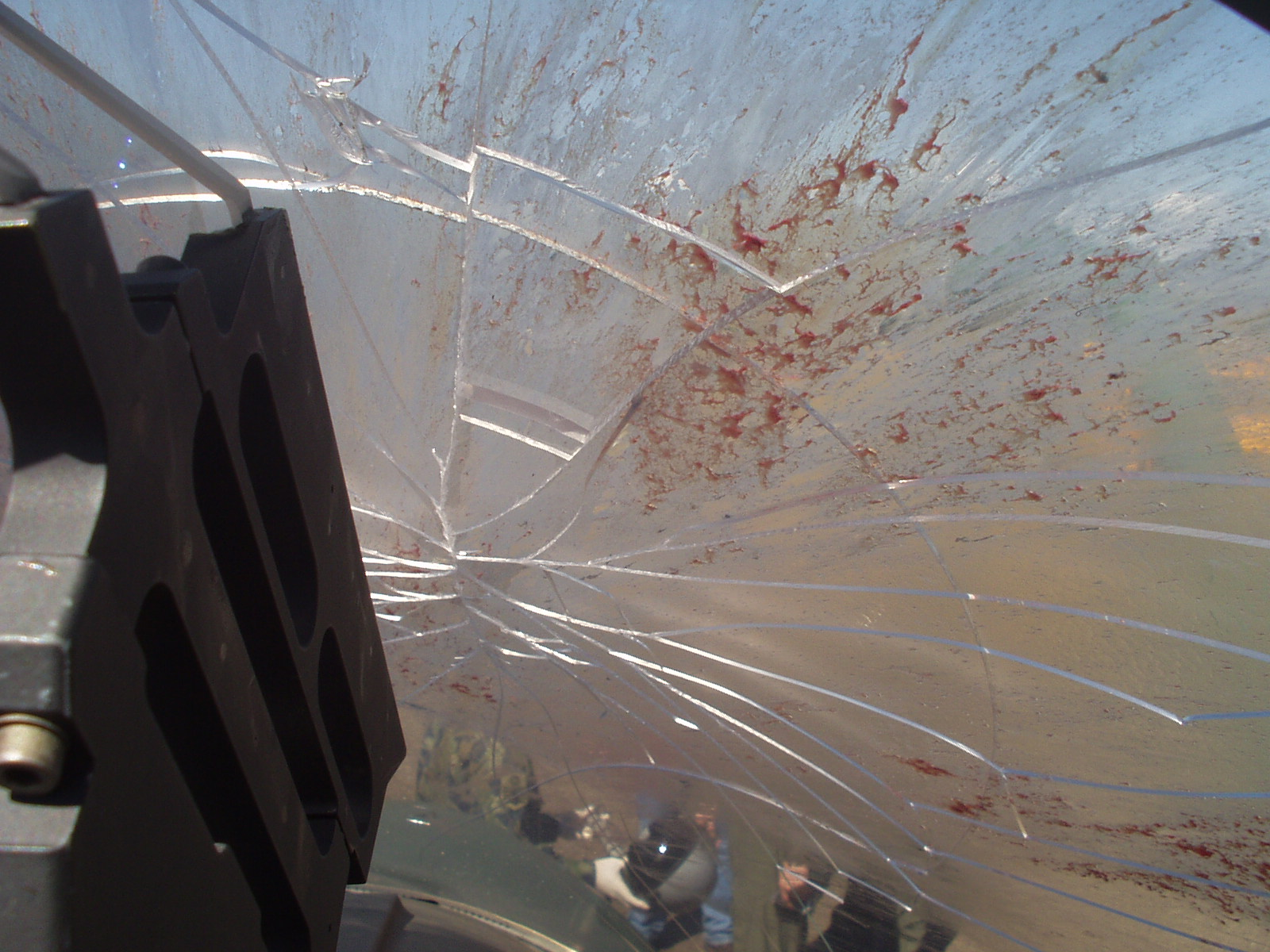
バードストライクで破損したAMXの風防。
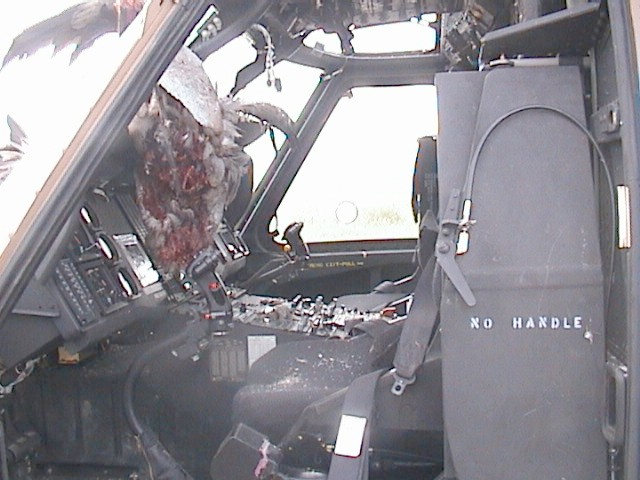
バードストライクで破壊されたUH-60のコクピット。クロヅルが風防に身体を突っ込んだままの状態で死んでいる。
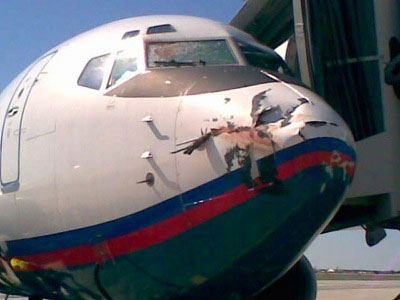
バードストライクで大きく破損した旅客機の機首。
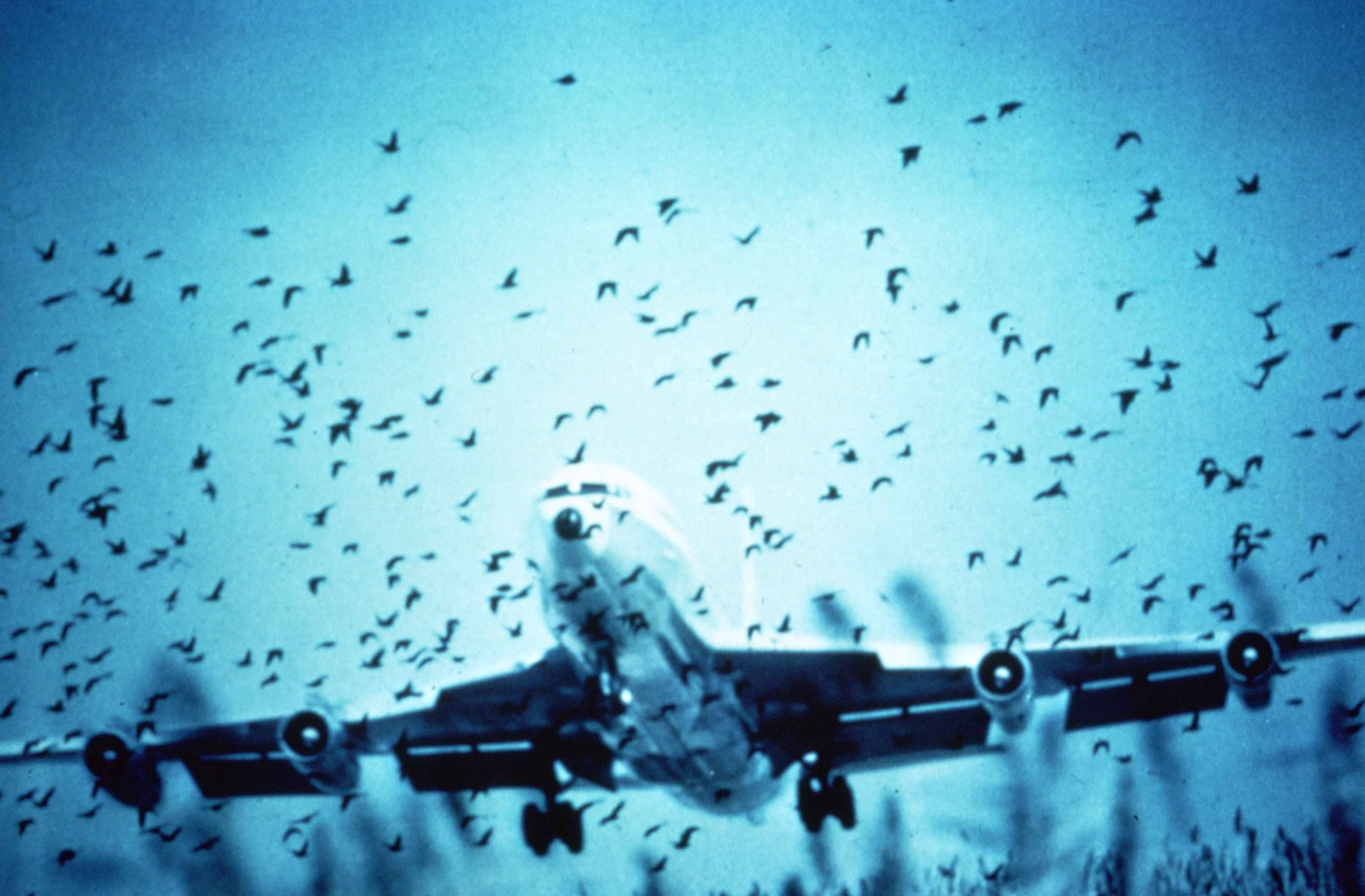
旅客機の離陸中に飛び交うセグロカモメの大群。
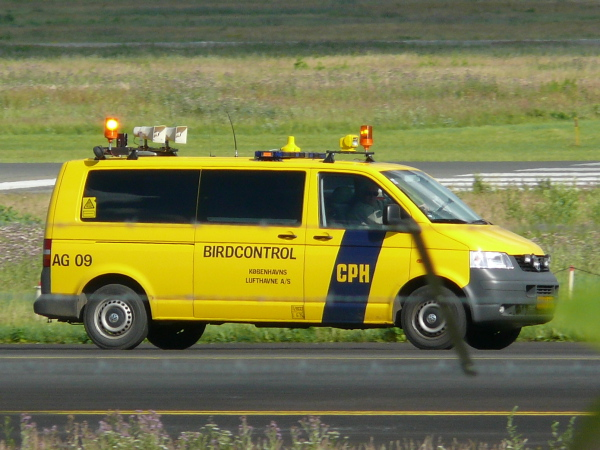
音で鳥を追い払うためのコペンハーゲン国際空港の車両
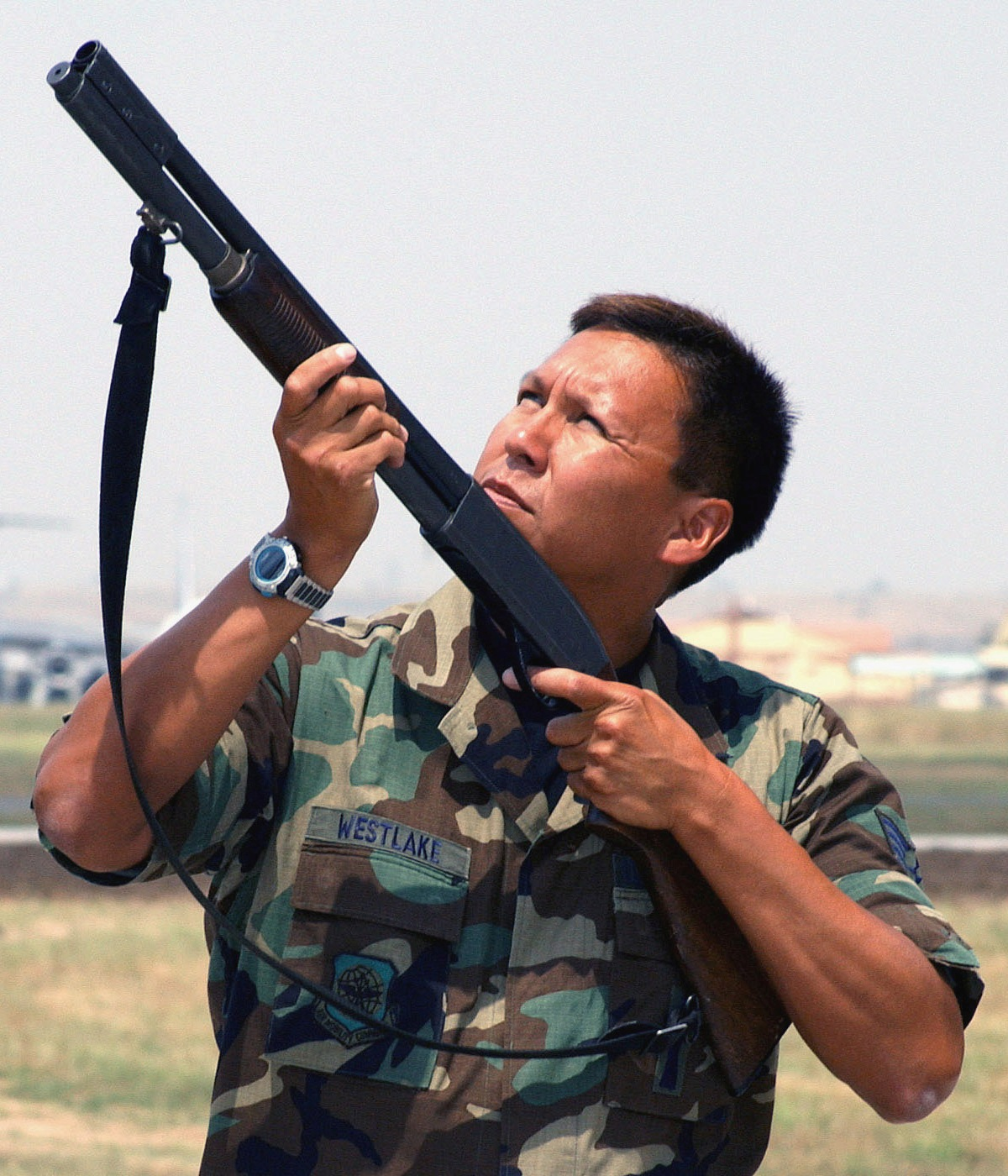
散弾銃を持ったアメリカ空軍のバードパトロール
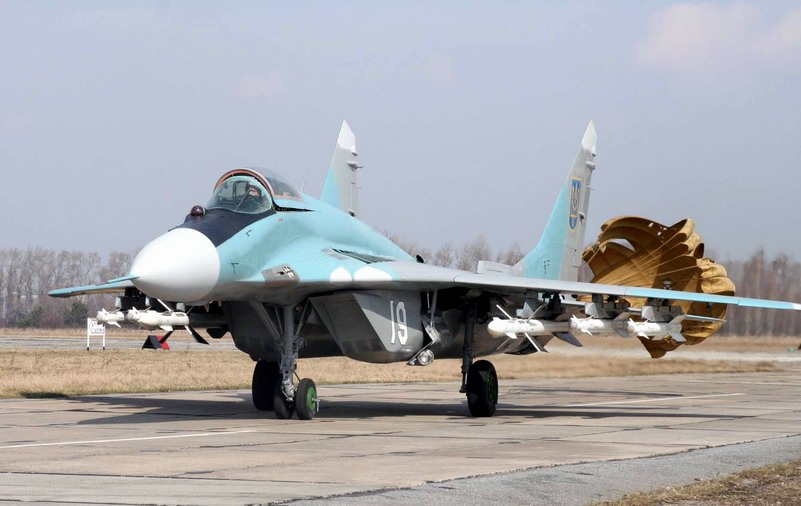
MiG-29は離着陸時にエアインテークの蓋を閉じ、代わりに背面の補助エアインテークを使うことで鳥や異物の吸い込み事故を防ぐ機構が搭載されている。
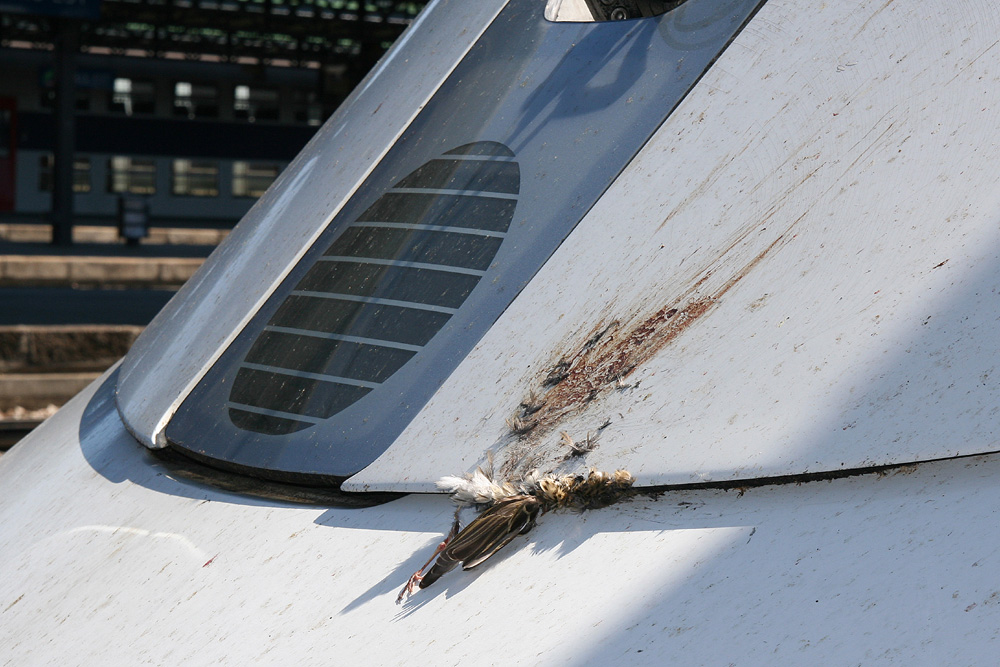
ICEに鳥が衝突した痕跡。
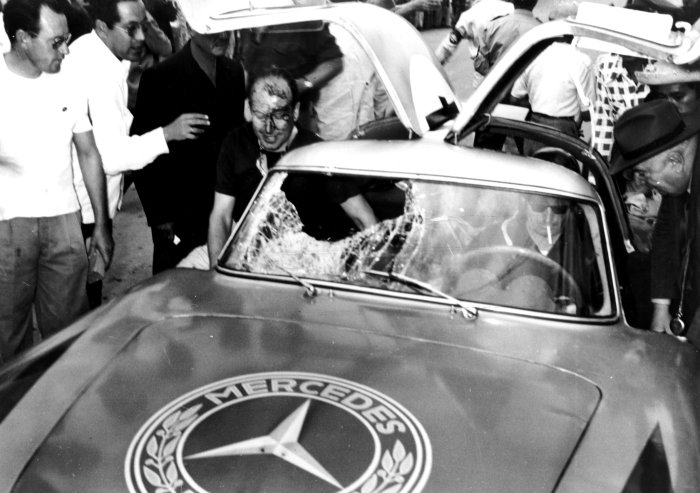
1952年カレラ・パナメリカーナ・メヒコのレース中にコンドルが衝突したベンツ300SL。
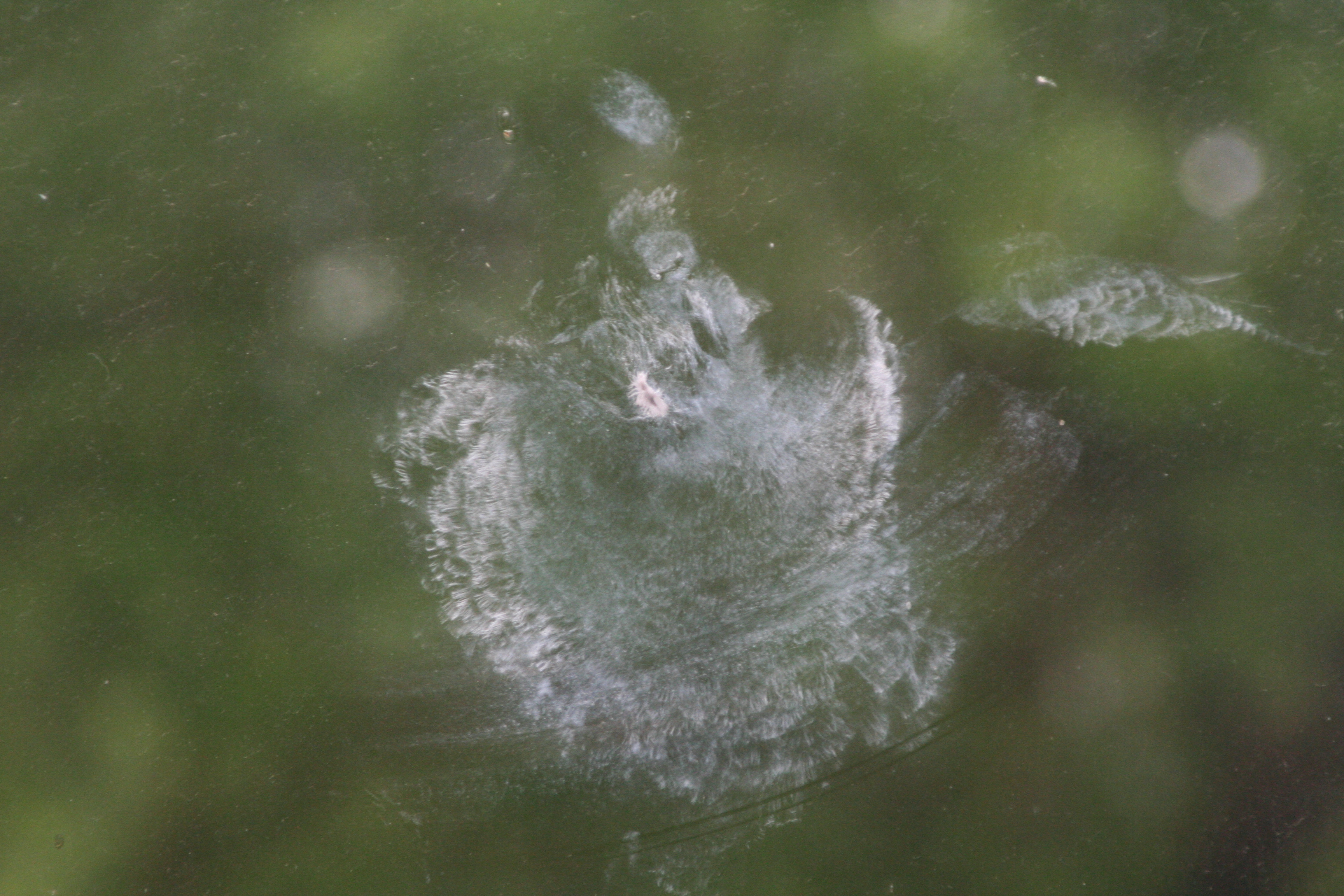
民家の窓に鳥が衝突した痕跡。
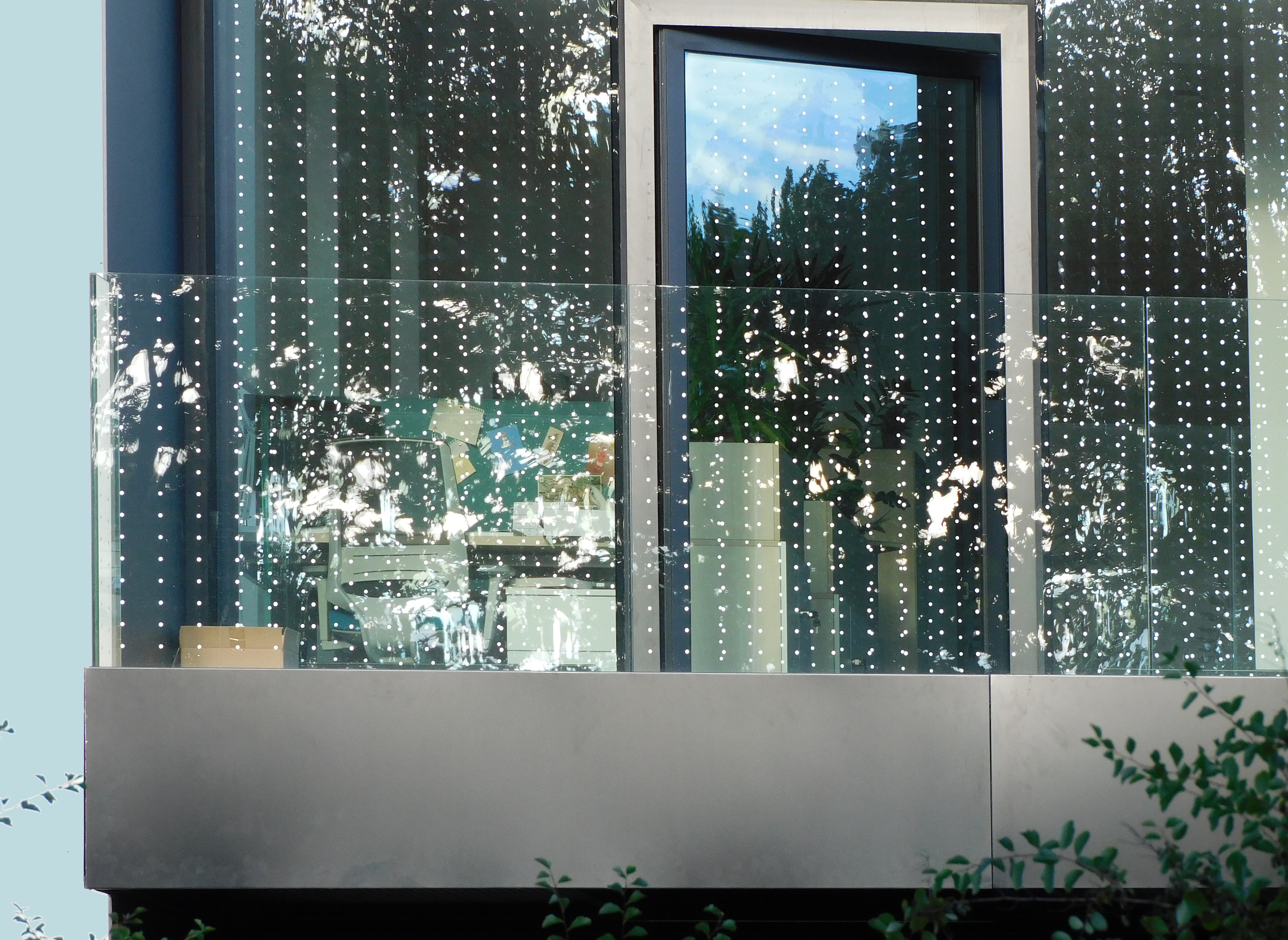
鳥が視認できるよう模様を付けた窓ガラス。